# 黃又南
黃又南（Wong You Nam，1983年11月2日—），原名黃德謙，香港歌手及演員，16歲初登螢幕憑陳果執導的《香港有個荷里活》獲提名第22屆香港電影金像獎及第39屆金馬獎的「最佳新人」，同年參演的《一碌蔗》亦獲提名金像獎「最佳新人」。至今他已拍了接近50部電影，成為活躍於香港電影圈的實力演員。

## 生平
黃又南同時為香港著名組合Shine成員之一（另一成員為徐天佑），2002年，二人組成了SHINE立即橫掃各大音樂頒獎禮的組合獎和新人獎成為新一代年輕偶像，推出多張唱片，拍攝多項廣告亦成為多個品牌的代言人，及膾炙人口的歌曲為《燕尾蝶》。組合於2007年各自作獨立嘗試和發展，直至2012年因參與Concert YY 黃偉文作品展，演出大受歡迎，得到不少樂迷支持，先後舉行了《Shine Again》演唱會和香港紅磡體育館《Shine Passion Live 2012-2013》跨年演唱會。
2008年參演電影《葉問》，飾演沙膽源一角，真緻演出感動不少觀眾，令人留下深刻印象；2009年-2011年期間同時於中國大陸發展，拍攝多部電影、電視劇，2010年參演電影《打擂台》，這兩部電影也分別贏得第28屆香港電影金像獎及第30屆香港電影金像獎的「最佳電影」。
2012年後重心回歸香港娛樂圈，其後他以男一身份於2014年參演電影《那夜凌晨，我坐上了旺角開往大埔的紅VAN》，在多個國際影展及香港電影金像獎獲得多項提名。
2015年參演無綫電視電視劇《殭》，飾演何年一角，大受歡迎，同年更憑電影《王家欣》奪得美國加州獨立電影節「傑出男主角」，其主唱的電影主題曲《給王家欣》亦獲提名第35屆香港電影金像獎「最佳原創電影歌曲」。
2017年10月接受訪問時透露，當初為父親背上七百萬債項，於2009年終於還清，但父親卻患上認知障礙症，早前更失蹤六日，唯有對自己說要用當年「還錢的心態」去面對，表示不可逃避。
2018年，黃又南為Shine於3月舉行的第二個紅磡體育館演唱會《Shine・Moments Live 2018》準備，於社交平台分享了一張自己健身後的相片，亦透露演唱會破天荒加上跳舞環節，對於沒有跳舞經驗的Shine，這可謂他們的一大考驗。而他們亦早於去年2017年九月份開始練舞，因為希望能夠給觀眾們一個驚喜。
2018年，以男主角身份參演ViuTV與新加坡新傳媒Toggle.sg合作的電視劇《已讀不回》。2019年他與蔡卓妍、徐天佑領銜主演的《再見UFO》成為香港亞洲電影節2019的開幕電影；同年，參演由MM2香港製作的《冥通銀行特約：翻生爭霸戰》，並於2020年10月正式公映。
2025年，他夥拍梁允瑜主持無綫電視旅遊節目《關東·路駅十三》。

## 演出作品

### Shine
2002年：
- 《電影男孩》（百代唱片）
- 《心頭好》（百代唱片）

2003年：
- 《Natural Shine》（百代唱片）
- 《半熟男孩》（百代唱片）
- 《Super Shine》（DVD collection of Shine）（百代唱片）

2004年：
- 《Shine Me》（百代唱片）
- 《The Best Of Shine》（百代唱片）
- 《加州紅903: 11團火音樂會 - Shine》（百代唱片）

2006年：
- 《Shine On》（華納唱片）

2012年：
- 《Shine Again》（Play Button）
- 《Shine Essentials》（寰亞唱片）

2013年：
- 《Shine Passion Live DVD+CD》（寰亞唱片）

2018年：
- 《NOT AFRAID》(ICON GROUP LIMITED)

### 單曲
2005年：
- 邪魔大戰白血球－主唱：黃又南　作曲：丁偉斌　填詞：游思行

- 病魔狙擊手（國語）－主唱：黃又南　作曲：丁偉斌　填詞：游思行

2012年：
- 香港電台太陽計劃2012 主題曲 《呼喊青春》- 主唱：黃又南 徐天佑 盧凱彤　作曲：盧凱彤@人山人海　填詞：周耀輝

2014年：
- 街口有落 - 主唱：黃又南 徐天佑　作曲：徐天佑　填詞：黃偉文

2015年：
- 給王家欣 - 主唱：黃又南　作曲：劉偉　填詞：陳詠謙

2018年：
- 果欄男孩 - 主唱：黃又南 徐天佑  作曲：何秉舜 @goomusic   作詞：梁栢堅

- 一時瑜亮 (《晴空三國》遊戲主題曲) - 主唱：黃又南 徐天佑  作曲：朱敏希@Myar  作詞：嚴柏森

- 延續（電視劇《已讀不回》主題曲） - 主唱：黃又南　作曲：張安文　填詞：梁晞雯

### 電影
| 年度   | 片名                                  | 角色             | 備註             |
| 2001年 | 香港有個荷里活                        | 黃志強(阿強)     |                  |
| 2002年 | 五個嚇鬼的少年                        | 黃有南           |                  |
| 2002年 | 一碌蔗                                | 魚蛋明 Ming      |                  |
| 2002年 | 這個夏天有異性                        |                  |                  |
| 2003年 | 安娜與武林                            | 紀世健           |                  |
| 2003年 | 少年阿虎                              | Lau              |                  |
| 2003年 | 戀上你的床                            | 籃球少年         |                  |
| 2003年 | 1:99電影行動： 小豬唔舒服             |                  |                  |
| 2003年 | 愛在陽光下                            |                  |                  |
| 2003年 | 星空奪寶                              | B.E.N（配音）    |                  |
| 2004年 | 鬼馬狂想曲                            |                  |                  |
| 2005年 | 喜馬拉亞星                            | 外甥             |                  |
| 2005年 | AV                                    | Jason            |                  |
| 2006年 | 小心眼                                |                  |                  |
| 2006年 | 天行者                                | 張偉卓           |                  |
| 2006年 | 大丈夫2                               |                  |                  |
| 2006年 | 春田花花同學會                        | 「𠹹」雞腳學士   |                  |
| 2006年 | 攣鳳和鳴                              | 配音             |                  |
| 2007年 | 每當變幻時                            | 阿超（臥底警察） |                  |
| 2007年 | 戲王之王                              | 情侶             |                  |
| 2007年 | 魔術男                                | 馬沙             |                  |
| 2008年 | 葉問                                  | 沙膽源           |                  |
| 2008年 | 蝴蝶飛                                | 禾               |                  |
| 2008年 | 內衣少女                              | 內衣竊賊         |                  |
| 2008年 | 花花型警                              | 阿龍             |                  |
| 2008年 | 十分鐘情：獅子下山                    | 獅子山           |                  |
| 2009年 | 撲克王                                | 阿信             |                  |
| 2009年 | 殺人犯                                | 梁仔             |                  |
| 2009年 | 流浪漢世界盃                          | 耷頭             |                  |
| 2010年 | 飛砂風中轉                            | 少年燕子文       |                  |
| 2010年 | 人間喜劇                              | 秀珍男友         |                  |
| 2010年 | 打擂台                                | 梁景祥           |                  |
| 2011年 | 宅男總動員之女神歸來                  | 仔仔             |                  |
| 2011年 | 功夫詠春                              | 胡言             |                  |
| 2011年 | 翡翠明珠                              | 成豹             |                  |
| 2011年 | 孤島驚魂                              | 張小龍           |                  |
| 2011年 | 麻辣空姐(戀愛三萬英呎高空)            | 明哲             |                  |
| 2011年 | 競雄女俠秋瑾                          | 陳伯平           |                  |
| 2012年 | 2012來了                              | 關鍵             |                  |
| 2012年 | 公主的誘惑                            | 阿杜             |                  |
| 2014年 | 那夜凌晨，我坐上了旺角開往大埔的紅van | 游梓池           |                  |
| 2014年 | 初戀時光                              | 喬劍             |                  |
| 2014年 | 大茶飯                                | 阿良             |                  |
| 2015年 | 浮華宴                                |                  | 又名《神探駕到》 |
| 2015年 | 王家欣                                | 陳俊賢           |                  |
| 2015年 | 暴走兄弟VS殭屍古惑仔                  |                  | 網絡電影         |
| 2015年 | 燈塔下的戀人                          |                  |                  |
| 2017年 | 藍精靈：迷失的村莊                    | 論盡仔（配音）   |                  |
| 2017年 | 賭城風雲之扭轉乾坤                    | 阿威             | 網絡電影         |
| 2018年 | 超級無敵世界波                        | 德仔（配音）     |                  |
| 2018年 | 鏡像人．明日青春                      | 钱多多           |                  |
| 2019年 | 再見UFO                               | 何家謙           |                  |
| 2020年 | 冥通銀行特約：翻生爭霸戰              | 王曉桂           |                  |
| 2020年 | 一秒拳王                              | 周天仁父親       |                  |
| 2021年 | 鬼同你住                              | 阿源             |                  |
| 2023年 | 死屍死時四十四                        | 杜志銘           |                  |
| 2023年 | 失衡凶間之罪與殺                      | 何生             |                  |
| 2023年 | 爆裂點                                | 智仔             |                  |
| 2024年 | 談判專家                              |                  |                  |

### 電視劇
| 年度   | 片名                   | 角色                       | 頻道                    |
| 2003年 | 《當四葉草碰上劍尖時》 | 江首男                     | 無綫電視                |
| 2003年 | 《男女字典》           | 肥仔                       | NOW.COM網劇             |
| 2004年 | 《赤沙印记@四叶草.2》  | 四叶草牛奶广告明星（客串） | 無綫電視                |
| 2004年 | 《功夫足球》           | 八卦公                     | 無綫電視                |
| 2012年 | 《老蒲的春夏秋冬》     | 高原                       | 新疆汉语综艺频道        |
| 2016年 | 《殭》                 | 何年                       | 無綫電視                |
| 2017年 | 《誇世代》             | 林霸（青年）               | 無綫電視                |
| 2018年 | 《已讀不回》           | 陳方行                     | ViuTV / 新傳媒Toggle.sg |

### 微電影
- 2013年：泰旅局 x 香港航空微電影《還‧愛》飾 李先生

- 2016年：Kotex高潔絲微電影《舒服，不是習慣，而是一種比較》

- 2020年：聖雅各福群會微電影《無・忘我》

### 舞台劇
- 2012年：W創作社《開關係》

- 2016年：W創作社《夏風夜涼》

### 電視節目
- 2003年：《麗星郵輪特約 : 飄洋愛海名家小說》飾 阿太（無綫電視）

- 2008年：《鐵甲無敵獎門人》（第12、33集）（無綫電視）

- 2010年：《一個地球》（馬爾代夫）（now香港台）

- 2010年：《台灣‧單車‧1個ROUND》（香港有線電視娛樂台）

- 2010年：《超級遊戲獎門人》（第3、15集）（無綫電視）

- 2013年：《超級無敵獎門人 終極篇》（第16集）（無綫電視）

- 2016年：《今日VIP》4月25日嘉宾（黄又南、賴慰玲）（無綫電視）

- 2016年 ：《男人食堂》5月8日第9集嘉宾（與《殭》主要演員）（無綫電視）

- 2017年：《今日VIP》11月29、30日嘉宾（黄又南、徐天佑）（無綫電視）

## 派台歌曲成績
註：組合名義的派台歌，請參閱Shine之頁面。
| 派台歌曲上榜最高位置 | 派台歌曲上榜最高位置 | 派台歌曲上榜最高位置 | 派台歌曲上榜最高位置 | 派台歌曲上榜最高位置 | 派台歌曲上榜最高位置 | 派台歌曲上榜最高位置 |
| -------------------- | -------------------- | -------------------- | -------------------- | -------------------- | -------------------- | -------------------- |
| 唱片                 | 歌曲                 | 903                  | RTHK                 | 997                  | TVB                  | 備註                 |
| 2015年               |                      |                      |                      |                      |                      |                      |
|                      | 給王家欣             | 10                   | 8                    | -                    | -                    | 電影《王家欣》主題曲 |

| 各台冠軍歌總數 | 各台冠軍歌總數 | 各台冠軍歌總數 | 各台冠軍歌總數 | 各台冠軍歌總數    |
| -------------- | -------------- | -------------- | -------------- | ----------------- |
| 903            | RTHK           | 997            | TVB            | 備註              |
| 0              | 0              | 0              | 0              | 四台冠軍歌總數：0 |

## 所獲獎項及提名

### 電影獎項
2002年：
- 第三十九屆金馬獎－最佳新演員－提名（《香港有個荷里活》）

2003年：
- 第二十二屆香港電影金像獎－最佳新演員－提名（《香港有個荷里活》）
- 第二十二屆香港電影金像獎－最佳新演員－提名（《一碌蔗》）

2015年：
- indieFAST awards 2015 (美國加洲獨立電影節) - 傑出男主角獎- (得獎)電影《王家欣》

2016年：
- 第三十五屆香港電影金像獎－最佳原創電影歌曲－提名 (《給王家欣》電影《王家欣》主題曲)

## 外部連結
- 黃又南的Instagram帳戶
- 黃又南的Facebook專頁
- 黃又南的新浪微博
- 黃又南在互联网电影资料库（IMDb）上的資料（英文）
- 在AllMovie上黃又南的頁面（英文）
- 黃又南在豆瓣上的资料（简体中文）